# Anthony Zinno
Anthony Zinno est un joueur professionnel de poker américain, né à Cranston, Rhode Island.

## Biographie
Avocat de formation, il se consacre à plein temps au poker une fois passé le concours du barreau.
En 2008, il obtient une place payée au World Series of Poker, finissant 205e et empochant 38 600 $.
Il conquiert son premier titre WPT en septembre 2013, au Borgata Poker Open, gagnant 825 099 $. En 2015, il remporte deux titres WPT à deux tournois consécutifs : l'un au Fallsview Poker Classic (où il empoche 380 021 dollars canadiens), l'autre au LA Poker Classic (où il empoche 1 015 860 $) ; il rejoint Gus Hansen et Carlos Mortensen au palmarès du nombre record de victoires à ce tournoi. Il est désigné joueur de l'année pour la saison 13.
Au World Series of Poker 2015, il finit à cinq reprises dans les places payées, à chaque fois en table finale. Il remporte même son premier bracelet, à l'épreuve de High Roller pot-limit Omaha à 25 000 $ l'entrée, empochant 1 122 196 $,.
En août 2015, il finit à la 41e place de l'EPT Barcelone, empochant 22 840 €.
En août 2018, il participe à sa 4e table finale au WPT, finissant 5e pour 125 630 $,.
Au World Series of Poker 2019, il finit à sept reprises dans les places payées, finissant notamment 3e du Tag Team à 1 000 $ l'entrée, pour 36 664 $, et 2e d'un Seven-Card Stud à 1 500 $ l'entrée, pour 57 951 $. Il remporte son deuxième bracelet à un event de pot-limit Omaha hi-lo à 1 500 $ l'entrée, empochant 279 920 $,.
En juin 2019, il cumule plus de 8 000 000 $ de gains en tournois.